# Roussillon (regionalna gmina hrabstwa)
Roussillon – regionalna gmina hrabstwa (MRC) w regionie administracyjnym Montérégie prowincji Quebec, w Kanadzie. Stolicą jest miasto Delson. Składa się z 11 gmin: 8 miast, 2 gmin i 1 parafii.
Roussillon ma 162 187 mieszkańców. Język francuski jest językiem ojczystym dla 80,7%, angielski dla 11,8%, hiszpański dla 1,7% mieszkańców (2011).